# Donji Tkalec
Donji Tkalec is een plaats in de gemeente Vrbovec in de Kroatische provincie Zagreb. De plaats telt 105 inwoners (2001).